# Fawkner Park

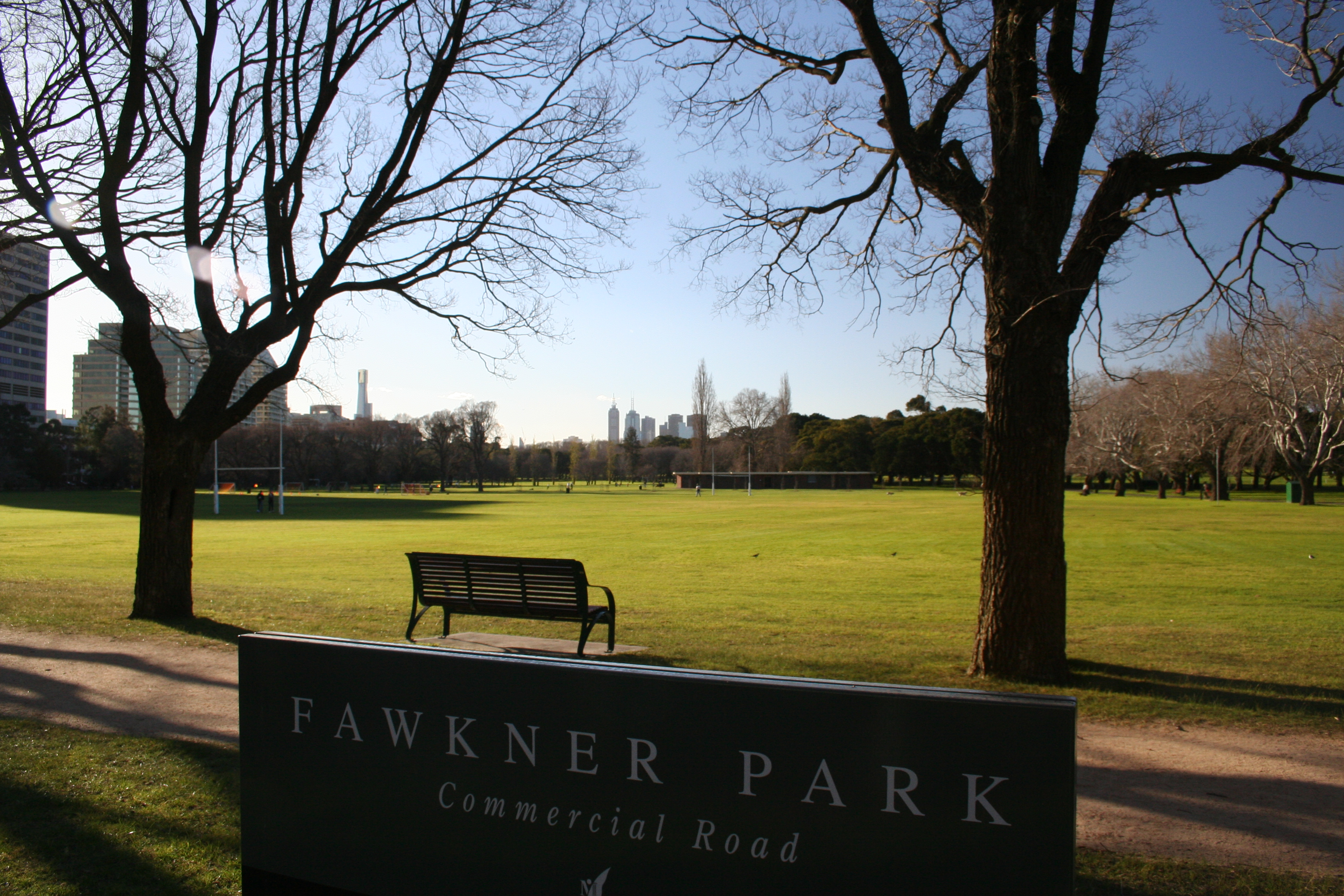
Fawkner Park, 2006.

Fawkner Park is een park in Melbourne, Australië. Het bevindt zich in South Yarra, langs St Kilda Road, en het is vernoemd naar John Pascoe Fawkner. Fawkner Park heeft een grootte van 41 hectare. In het park bevinden zich veel open grasvelden voor recreatie en sport, zoals cricket, softbal, Australisch voetbal, tennis en rugby. Deze velden worden omgeven door paden die aan beide kanten een bomen hebben.
Fawkner Park heeft de vorm van een trapezium waarbij de langste diagonaal ongeveer een kilometer lang is.

## Geschiedenis
Het park werd geopend in 1862. Het was oorspronkelijk verbonden met Albert Park dat aan de andere kant van St Kilda Road ligt. In de jaren '90 van de 19e eeuw werd er een gedeelte aangelegd om allerlei sporten te tonen aan de bevolking. Een van de gespeelde sporten was golf maar dat wordt tegenwoordig niet meer gespeeld in het park. Tijdens de Tweede Wereldoorlog waren 700 leden van het Australian Women's Army Service gelegerd in het park.